# 98식 경전차

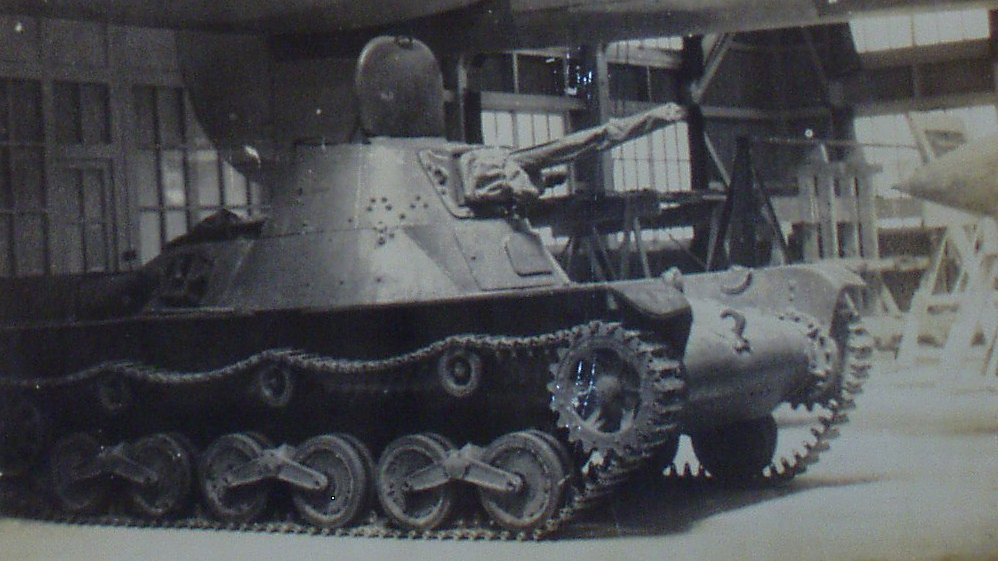

98식 경전차(Type 98 Ke-Ni light tank, 九八式軽戦車 ケニ)는 제2차 세계 대전 중 일본 제국 육군의 95식 경전차의 수많은 장갑전투차량를 대체하기 위해 설계된 전차이다. 제2차 세계 대전이 발발하기 이전에 설계되었지만 1942년 들어서야 생산이 시작되었고 태평양 전쟁이 끝날 때까지 104대가 생산되었다.
95식에 비해 더 두껍고 개선된 형태를 지녔다.

## 종류
- 98식 경전차 乙형(九八式軽戦車（乙型))
- 2식 케-토 경전차